# Efferia pachychaeta
Efferia pachychaeta este o specie de muște din genul Efferia, familia Asilidae. A fost descrisă pentru prima dată de Stanley Willard Bromley în anul 1928.
Este endemică în Haiti. Conform Catalogue of Life specia Efferia pachychaeta nu are subspecii cunoscute.